# 118194 Sabinagarroni
118194 Sabinagarroni è un asteroide della fascia principale. Scoperto nel 1994, presenta un'orbita caratterizzata da un semiasse maggiore pari a 2,3930062 UA e da un'eccentricità di 0,1639904, inclinata di 5,03344° rispetto all'eclittica.
L'asteroide è dedicato a Sabina Garroni, astronoma dilettante italiana.